# Pierre-Louis Barassi
Pour les articles homonymes, voir Barassi.

a Compétitions nationales et continentales officielles uniquement.

b Matchs officiels uniquement.
Dernière mise à jour le 12 juillet 2025.
Pierre-Louis Barassi, né le 22 avril 1998 à Sélestat (Bas-Rhin), est un joueur international français de rugby à XV jouant au poste de centre pour le Stade toulousain.
Il remporte le Challenge européen avec le Lyon OU en 2022. L'année suivante, il devient champion de France avec le Stade toulousain. En 2024, il décroche son premier doublé Champions Cup - Championnat de France.

## Biographie

### Jeunesse et formation
Pierre-Louis Barassi est le fils de Martial Barassi, joueur professionnel de handball au Sélestat Alsace handball en première division. Ayant déménagé à Narbonne à l'âge de 5 ans, il rejoint le RC Narbonne dès 6 ans. S'il part ensuite au LOU en 2016, il considère toujours le RCN comme son club de cœur. Il est titulaire d'un bachelor obtenu à l'IDRAC Business School de Lyon et est étudiant à l'Emlyon Business School en parallèle de sa carrière sportive.

### Carrière professionnelle

#### Lyon OU (2016-2022)
À la suite d'une saison 2017-2018 conclue par un titre de champion du monde junior 2018, Pierre-Louis Barassi fait partie des hommes en forme de son club lors de la saison suivante.
Grâce à ses performances en club et son statut en équipe des moins de 20 ans, il est notamment appelé chez les Barbarians français et figure aussi sur la liste des joueurs susceptibles d'être appelés en équipe de France à sept.
En novembre 2018, il est sélectionné avec les Barbarians français pour affronter les Tonga au Stade Chaban-Delmas de Bordeaux. Associé à Romain Ntamack au centre, il inscrit un essai au cours de la rencontre. Les Baa-Baas s'inclinent 38 à 49 face aux tongiens.
Le 22 septembre 2019, après le premier match de l'équipe de France à la Coupe du monde 2019 face à l'Argentine, Pierre-Louis Barassi est appelé par le sélectionneur Jacques Brunel pour rejoindre le groupe au Japon et pallier le forfait de Wesley Fofana. Le 6 octobre 2019, il est présent sur la feuille de match lors du troisième match de poule contre les Tonga et honore ainsi sa première sélection chez les Bleus. Il entre en jeu à la 66e minute en remplacement de Virimi Vakatawa et termine le match jusqu'à la victoire du XV de France (23-21).
Il est de nouveau convoqué en décembre 2020, pour la finale de la Coupe d'automne des nations contre l'Angleterre à Twickenham. Il entre en jeu en seconde période à la place de Jonathan Danty, cependant, les Français s'inclinent après prolongation, sur le score de 22 à 19,.

#### Stade toulousain (depuis 2022)
Pierre-Louis Barassi rejoint le Stade toulousain en juin 2022, où il s'engage jusqu'en 2025. En janvier 2023, il est de nouveau appelé en équipe de France pour participer au Tournoi des Six Nations 2023,. Il n'est toutefois jamais retenu sur la feuille de match et ne participe donc à aucune rencontre. Pour sa première saison à Toulouse, en 2022-2023, son club se qualifie jusqu'en demi-finale de la Champions Cup, avant d'être éliminé aux portes de la finale par le Leinster, une défaite 41 à 22,, match durant lequel il se blesse à un ischio-jambier. Il fait son retour sur les terrains à l'occasion de la finale du championnat, face au Stade rochelais. Il débute cette rencontre sur le banc des remplaçants, avant d'entrer en jeu en seconde période à la place de Santiago Chocobares. Dans un match très serré, Toulouse s'impose en fin de match et l'emporte 29 à 26,. Pierre-Louis Barassi remporte donc le Bouclier de Brennus pour la première fois de sa carrière.
À l'issue de cette saison, il n'est pas convoqué dans le premier groupe de 42 joueurs pour préparer la Coupe du monde 2023. Devancé en fin de saison par Émilien Gailleton, il est l'un des principaux absents de cette liste.
Fin février 2024, il est convoqué pour préparer la quatrième journée du Tournoi des Six Nations à la suite de la suspension de Jonathan Danty.

## Statistiques

### En club
| Saison                 | Club                   | Championnat | Championnat | Championnat | Compétitions de l'EPCR | Compétitions de l'EPCR | Compétitions de l'EPCR |
| Saison                 | Club                   | Compétition | M           | Ess.        | Compétition            | M                      | Ess.                   |
| ---------------------- | ---------------------- | ----------- | ----------- | ----------- | ---------------------- | ---------------------- | ---------------------- |
| 2016-2017              | Lyon OU                | Top 14      | -           | -           | Challenge européen     | 5                      | 1                      |
| 2017-2018              | Lyon OU                | Top 14      | 1           | -           | Challenge européen     | 4                      | 2                      |
| 2018-2019              | Lyon OU                | Top 14      | 14          | 4           | Coupe d'Europe         | 5                      | 2                      |
| 2019-2020              | Lyon OU                | Top 14      | 5           | 2           | Coupe d'Europe         | 2                      | 1                      |
| 2020-2021              | Lyon OU                | Top 14      | 17          | 4           | Coupe d'Europe         | 2                      | -                      |
| 2021-2022              | Lyon OU                | Top 14      | 14          | 3           | Coupe d'Europe         | 5                      | 2                      |
| Total Lyon OU          | Total Lyon OU          | Top 14      | 51          | 13          | Coupes d'Europe        | 23                     | 8                      |
| 2022-2023              | Stade toulousain       | Top 14      | 15          | 1           | Champions Cup          | 4                      | -                      |
| 2023-2024              | Stade toulousain       | Top 14      | 18          | 3           | Champions Cup          | 3                      | 2                      |
| Total Stade toulousain | Total Stade toulousain | Top 14      | 33          | 4           | Champions Cup          | 7                      | 2                      |
| Total                  | Total                  | Top 14      | 84          | 17          | Compétitions EPCR      | 30                     | 10                     |

### Internationales

#### XV de France
| Année | Compétition                 | Matchs | Points | Essais |
| ----- | --------------------------- | ------ | ------ | ------ |
| 2019  | Coupe du monde              | 1      | 0      | 0      |
| 2020  | Coupe d'automne des nations | 1      | 0      | 0      |
| 2021  | Test matchs                 | 1      | 5      | 1      |
| 2025  | Six Nations                 | 4      | 5      | 1      |
| 2025  | Test matchs                 | 1      | 0      | 0      |
| Total | Total                       | 8      | 10     | 2      |

| Numéro | Date            | Lieu                      | Adversaire | Compétition | Résultat | Score |
| ------ | --------------- | ------------------------- | ---------- | ----------- | -------- | ----- |
| 1      | 17 juillet 2021 | Suncorp Stadium, Brisbane | Australie  | Test match  | Défaite  | 33-30 |
| 2      | 23 février 2025 | Stadio Olimpico, Rome     | Italie     | Six Nations | Victoire | 24-73 |

## Palmarès

### En club
- Lyon OU
  - Vainqueur du Challenge européen en 2022
- Stade toulousain
  - Vainqueur du Championnat de France en 2023, 2024 et 2025[N 1]

### En équipe de France

#### Rugby à XV
- France -18
  - Vainqueur du Champion d'Europe des moins de 18 ans en 2016 avec l'équipe de France des moins de 18 ans[28]
- France -20
  - Vainqueur du Tournoi des Six Nations des moins de 20 ans en 2018
  - Vainqueur du Championnat du monde junior 2018
- France
  - Finaliste de la Coupe d'automne des nations en 2020
  - Vainqueur du Tournoi des Six Nations en 2025

##### En coupe du monde
| Édition    | Rang               | Résultats France | Résultats Barassi | Matchs Barassi |
| ---------- | ------------------ | ---------------- | ----------------- | -------------- |
| Japon 2019 | Quart de finaliste | 3 v, 0 n, 1 d    | 1 v, 0 n, 0 d     | 1/4            |

##### Tournoi des Six Nations
| Édition          | Rang | Résultats France | Résultats Barassi | Matchs Barassi |
| ---------------- | ---- | ---------------- | ----------------- | -------------- |
| Six Nations 2025 | 1    | 4 v, 0 n, 1 d    | 3 v, 0 n, 1 d     | 4/5            |

Légende : v = victoire ; n = match nul ; d = défaite ; la ligne est en gras quand il y a Grand Chelem.

#### Rugby à sept
- Vainqueur du Tournoi à 7 de Dubaï en 2015 avec l'équipe de France 7's des moins de 18 ans[29],[30].

### Distinctions personnelles
- Nuit du rugby 2019 : élu meilleure révélation pour la saison 2018-2019[31]